# لويس كيلي ميلر
لويس كيلي ميلر (بالإنجليزية: Lois Kelly Miller)‏ هي ممثلة جامايكية، ولدت في 15 أكتوبر 1917، وتوفيت في 8 أبريل 2020.

## وصلات خارجية
- لويس كيلي ميلر على موقع IMDb (الإنجليزية)
- لويس كيلي ميلر على موقع قاعدة بيانات الفيلم (الإنجليزية)